# Shayne Reese
Pour les articles homonymes, voir Campbell.
Shayne Reese, née le 15 septembre 1982 à Ballarat, est une nageuse australienne spécialiste de nage libre et de quatre nages. Elle est médaillée d'or et de bronze aux Jeux olympiques de 2008 à Pékin, grâce à sa participation à des relais. Elle aussi double championne du monde du relais 4 × 100 m nage libre en 2005 et 2007 en grand bassin et du 100 m quatre nages en 2008.

## Palmarès

### Jeux olympiques
- Jeux olympiques de 2008 à Pékin (Chine) :
  -  Médaille d'or du relais 4 × 100 m quatre nages[1].
  -  Médaille de bronze du relais 4 × 100 m nage libre[1].

### Championnats du monde

#### Grand bassin
- Championnats du monde 2005 à Montréal (Canada) :
  -  Médaille d'or du relais 4 × 100 m nage libre
  -  Médaille d'argent du relais 4 × 200 m nage libre

- Championnats du monde 2007 à Melbourne (Australie) :
  -  Médaille d'or du relais 4 × 100 m nage libre

- Championnats du monde 2009 à Rome (Italie) :
  -  Médaille d'argent du relais 4 × 100 m quatre nages
  -  Médaille de bronze du relais 4 × 100 m nage libre

#### Petit bassin
- Championnats du monde 2004 à Indianapolis (États-Unis) :
  -  Médaille d'argent du 100 m quatre nages
  -  Médaille d'argent du relais 4 × 200 m nage libre
  -  Médaille de bronze du relais 4 × 100 m nage libre

- Championnats du monde 2006 à Shanghai (Chine) :
  -  Médaille d'or du relais 4 × 200 m nage libre
  -  Médaille d'or du relais 4 × 100 m nage libre[1]

- Championnats du monde 2008 à Manchester (Royaume-Uni) :
  -  Médaille d'or du 100 m quatre nages

### Autres
- Jeux du Commonwealth de 2006 à Melbourne (Australie) : 
  -  Médaille d'or du relais 4 × 100 m nage libre

- Championnats pan-pacifiques 2006 à Victoria (Canada) : 
  -  Médaille d'argent du relais 4 × 2 100 m nage libre
  -  Médaille de bronze du relais 4 × 100 m nage libre